# 溫內呂斯科倫島
溫內呂斯科倫島（英語：Unneruskollen Island）是南極洲的島嶼，位於毛德皇后地的阿斯特里德公主海岸，處於埃克斯特倫冰架和傑爾巴特冰架之間的哈爾弗法列根嶺以北，由挪威探險隊命名，現時由南極條約體系管理。